# 빙하 코어

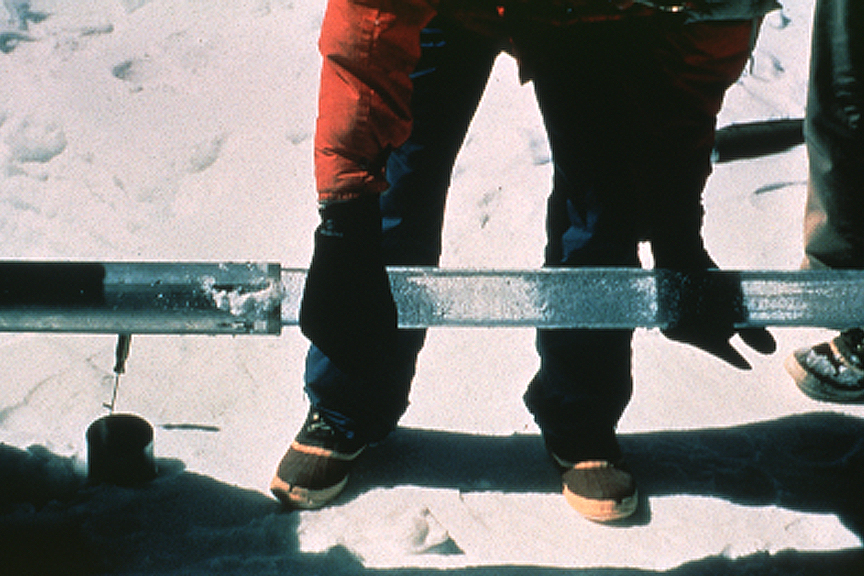
드릴에서 채취한 빙하 코어 샘플

빙하 코어, 얼음 코어 또는 아이스 코어(ice core)는 일반적으로 빙상이나 높은 산 빙하에서 제거되는 코어 샘플이다. 얼음은 매년 쌓이는 눈층으로 인해 형성되기 때문에 아래층은 윗층보다 오래되었으며 빙하 코어에는 다양한 해에 걸쳐 형성된 얼음이 포함되어 있다. 코어는 핸드 오거(얕은 구멍용) 또는 전동 드릴로 뚫는다. 3.2km 이상의 깊이에 도달할 수 있으며, 최대 800,000년 된 얼음을 포함할 수 있다.
얼음과 그 안에 갇힌 물질의 물리적 특성을 이용하여 코어의 연령 범위에 따른 기후를 재구성할 수 있다. 다양한 산소와 수소 동위 원소의 비율은 고대 온도에 대한 정보를 제공하며, 작은 거품에 갇힌 공기를 분석하여 이산화 탄소와 같은 대기 가스의 수준을 결정할 수 있다. 큰 빙상의 열 흐름은 매우 느리기 때문에 시추공 온도는 과거 온도를 나타내는 또 다른 지표이다. 이러한 데이터를 결합하여 사용 가능한 모든 데이터에 가장 적합한 기후 모형을 찾을 수 있다.
빙하 코어의 불순물은 위치에 따라 달라질 수 있다. 해안 지역에는 해염 이온과 같은 해양 기원 물질이 포함될 가능성이 더 높다. 그린란드의 빙하 코어에는 바람에 의해 추운 사막이 휩쓸렸던 과거의 춥고 건조한 시기와 관련이 있는 바람에 날린 먼지 층이 포함되어 있다. 자연적으로 발생했거나 핵실험으로 생성된 방사성 원소를 사용하여 얼음층의 연대를 측정할 수 있다. 전 세계로 물질을 보낼 만큼 강력했던 일부 화산 사건은 시간 척도를 동기화하는 데 사용할 수 있는 다양한 코어에 흔적을 남겼다.
빙하 코어는 20세기 초반부터 연구되어 왔으며, 국제 지구물리 관측년(1957~1958)을 맞아 여러 코어가 시추되었다. 400m가 넘는 깊이에 도달했으며, 이 기록은 1960년대 남극 버드 기지에서 2164m까지 확장되었다. 남극 대륙의 소련 얼음 시추 프로젝트에는 가장 깊은 코어가 3769m에 달하는 보스토크 기지에서 수십 년에 걸친 작업이 포함된다. 서남극 빙상 프로젝트와 영국 남극 조사국(British Antarctic Survey) 및 국제 남극 횡단 과학 탐험(International Trans-Antarctic Scientific Expedition)이 관리하는 코어를 포함하여 남극의 수많은 다른 심부 코어가 수년에 걸쳐 완성되었다. 그린란드에서는 1970년대에 그린란드 빙상 프로젝트(Greenland Ice Sheet Project)를 시작으로 일련의 협력 프로젝트가 시작되었다. 여러 후속 프로젝트가 있었는데, 가장 최근 프로젝트인 동부 그린란드 빙하 코어 프로젝트는 원래 2020년에 그린란드 동부의 심층 코어를 완성할 것으로 예상되었으나 이후 연기되었다.